# Jesús Sánchez Adalid
Jesús Sánchez Adalid (Don Benito, Badajoz; julio de 1962); escritor español, nacido en 1962, pasó su infancia y juventud en Villanueva de la Serena (Badajoz). Se licenció en Derecho por la Universidad de Extremadura y realizó los cursos de doctorado en la Universidad Complutense de Madrid. Ejerció de juez durante dos años, tras los cuales estudió Filosofía y Teología. Sacerdote católico, actualmente ejerce su ministerio en Mérida, como párroco de la Parroquia de San José, Canónigo del Cabildo de la 
Concatedral de Santa María la Mayor de Mérida y como delegado episcopal en la Pastoral Universitaria. También es profesor de Ética en el Centro Universitario Santa Ana, adscrito a la Universidad de Extremadura. Nombrado académico de número de la Real Academia de las Artes y las Letras de Extremadura, hoy dirige la biblioteca de dicha institución.
Se le considera escritor polifacético y original, que ha conectado con un amplio público lector gracias al peculiar tratamiento de sus personajes, a la intensidad de sus experiencias y a los apasionantes periplos que emprenden, verdaderos viajes iniciáticos en busca de su verdad interior. 
Ha publicado con éxito La luz del Oriente, El Mozárabe, Félix de Lusitania, La Tierra sin Mal, El Cautivo, La Sublime Puerta, En compañía del sol, El caballero de Alcántara, Los milagros del vino, Galeón, Alcazaba, El camino mozárabe, Treinta doblones de oro, Y de repente Teresa, La Mediadora y En Tiempos del Papa Sirio. 
En 2007 ganó el premio Fernando Lara por su novela El alma de la ciudad, en 2012 el Premio Alfonso X el Sabio de Novela Histórica por Alcazaba, en 2014 el Premio Troa de Literatura con Valores, y en 2015 el Premio Abogados de Novela convocado por el Consejo General y la Mutualidad de la Abogacía Española por su novela La mediadora.
El año 2013 fue galardonado con el Premio Internacional de Novela Histórica Ciudad de Zaragoza, el premio “Diálogo de culturas 2013” y el Premio Hispanidad 2013.
Su novela Treinta doblones de oro obtuvo en 2014 el III Premio Troa de Literatura con valores, por su calidad literaria y los valores humanos que encierra. 
En Extremadura ha sido distinguido con la Medalla de Extremadura, el premio Extremeños de Hoy, los premios de cultura Grada y Avuelapluma y los institutos de enseñanza media de la región, en los que se leen ampliamente sus obras, le galardonaron en 2009 con el premio Más de 2016 lectores. 
Actualmente, sus novelas están publicadas y difundidas en toda Hispanoamérica y traducidas y publicadas en Portugal, Grecia, Holanda, Polonia, Hungría y próximamente en Italia, Francia, Alemania y Turquía.
Sánchez Adalid colabora en Radio Nacional, en el diario Hoy y en las revistas National Geographic Historia, La aventura de la Historia, Marca Extremadura y Vida nueva. Participa asimismo en documentales del prestigioso Canal Historia.
Su amplia y original obra literaria ha conectado con una variada multitud de lectores, gracias a la veracidad de sus argumentos y a la intensidad de sus descripciones, que se sustentan en la observación y la documentación. Sus novelas constituyen una penetrante reflexión acerca de las relaciones humanas, la libertad individual, el amor, el poder y la búsqueda de la verdad. 
Frecuentemente es invitado a las ferias del libro de España y el extranjero: Chile, México, Argentina, Grecia, Holanda, Bruselas, etc. La obra de Sánchez Adalid se ha convertido hoy en un símbolo de acuerdo y armonía entre Oriente y Occidente, entre las religiones, razas y pueblos que forman la humanidad. Porque su ideario se sostiene sobre la base de que cualquier cultura necesita de la mezcla de muchas influencias. Sobre todo, en un mundo desgarrado por la intolerancia y el fanatismo.

## Premios
- Premio Extremeños de Hoy 2004.
- Premio Fernando Lara de Novela 2007 por El alma de la ciudad.[1]
- Medalla de Extremadura (2009)[2]
- Medalla de Oro de Villanueva de la Serena.
- Premio Grada de Cultura 2011.
- Premio de Novela Histórica Alfonso X El Sabio 2012 por Alcazaba
- Premio San Fulgencio de Plasencia 2012
- Premio Internacional de Novela Histórica de Zaragoza 2013, por la calidad de su obra en conjunto.
- Premio Diálogo de Culturas 2013.
- Premio Hispanidad 2013.
- Premio Troa Libros con valores 2014.
- Premio Arcobaleno que otorga en Italia la “Bottega dell'Arte”.
- Premio Abogados de Novela 2015.
- Mediador de Honor 2019, nombrado por ASEMED (Asociación Española para la Mediación).
- Embajador del Ejército de España.
- XX Premio Caballo-Encina (Jerez de la Frontera).
- Premio Carisma 2023,  otorgado por la CONFER de España.
- Premio «Buenas Letras» 2023.
- Premio Al-Andalus Ateneo de Literatura 2024.

## Obras
- Palabra y Vida. El Evangelio comentado cada día. Publicaciones Claretianas. 2025. ISBN 978-84-7966-802-0.
- Una luz en la noche de Roma. HarperCollins. 2023. ISBN 978-84-913-9812-7.
- Las Armas de la Luz. HarperCollins. 2021. ISBN 978-84-913-9466-2.
- Los Baños del Pozo Azul. HarperCollins. 2018. ISBN 978-84-913-9232-3.
- En Tiempos del Papa Sirio. Ediciones B. 2016. ISBN 978-84-666-5880-5.
- La Mediadora. Ediciones Martínez Roca. 2015. ISBN 978-84-270-4161-5.
- Y de repente, Teresa. Ediciones B. 2014. ISBN 978-84-666-5496-8.
- Treinta Doblones de oro. Ediciones B. 2014. ISBN 978-84-666-5404-3.
- El Camino Mozárabe. Ediciones Martínez Roca. 2013. ISBN 978-84-270-3945-2.
- Alcazaba. Ediciones Martínez Roca. 2012. ISBN 978-84-2702-520-2.
- Galeón. Biblioteca Nueva. 2011. ISBN 978-84-9970-038-0.
- Los milagros del vino. Planeta. 2010. ISBN 978-84-08-09329-9.
- El caballero de Alcántara. Ediciones B. 2008. ISBN 978-84-666-3187-7.
- El alma de la ciudad. Editorial Planeta. 2007. ISBN 978-84-08-07295-9.
- En compañía del sol. Ediciones Temas de Hoy. 2006. ISBN 978-84-8460-523-2.
- La sublime puerta. Zeta Bolsillo. 2005. ISBN 978-84-96546-77-6.
- El cautivo. Ediciones B. 2004. ISBN 978-84-666-1928-8.
- La tierra sin mal. Zeta Bolsillo. 2003. ISBN 978-84-96546-60-8.
- Félix de Lusitania. Zeta Bolsillo. 2002. ISBN 978-84-96546-74-5.
- El mozárabe. Zeta Bolsillo. 2001. ISBN 978-84-96546-28-8.
- La luz del Oriente. Círculo de Lectores. 2000. ISBN 978-84-672-2036-0.